# Java Foundation Classes
Pour les articles homonymes, voir JFC.
Java Foundation Classes (JFC) est un framework graphique utilisé pour les interfaces graphiques programmées en Java. Il est composé des bibliothèques graphiques AWT, Swing et Java2D. Ensemble, ils offrent une interface utilisateur consistante pour les logiciels Java, quel que soit le système d'exploitation de l'utilisateur.

## Histoire
Le premier composant du framework est la bibliothèque graphique AWT, introduite par Sun Microsystems dès les premières versions de Java et très critiquée pour sa dépendance à la plate-forme. Netscape développe rapidement une bibliothèque alternative, l'« Internet Foundation Classes (en) », moins dépendante de la plate-forme.
Sun Microsystems et Netscape annoncent le 2 avril 1997 leur intention de combiner ces technologies pour former les « Java Foundation Classes » (JFC). Cette nouvelle bibliothèque, bénéficiant par la suite d'une flexibilité accrue, prend le nom de « Swing ».
La sortie de JFC fait perdre de son intéret à la bibliothèque « Application Foundation Classes (en) » que Microsoft avait développé indépendamment pour fonctionner avec sa machine virtuelle Java.
Java2D est d'autre part le fruit d'une collaboration entre Sun Microsystems et Adobe Systems[réf. souhaitée].